# Marina Cherkasova (patinadora)
Marina Evgenievna Cherkasova (em russo:  Марина Евгеньевна Черкасова; Moscou, RSFS da Rússia, 17 de novembro de 1964) é uma ex-patinadora artística russa, que competiu em provas de duplas representando a União Soviética. Ela conquistou uma medalha de prata olímpica em 1980 ao lado de Sergei Shakhrai, e duas medalhas em campeonatos mundiais, sendo uma de ouro e uma de prata.

## Principais resultados

### Com Sergei Shakhrai
| Resultados                                            | Resultados        | Resultados       | Resultados       | Resultados       | Resultados        | Resultados    | Resultados    | Resultados    | Resultados    | Resultados    | Resultados    | Resultados    |
| Internacional                                         | Internacional     | Internacional    | Internacional    | Internacional    | Internacional     | Internacional | Internacional | Internacional | Internacional | Internacional | Internacional | Internacional |
| Evento/Temporada                                      | 1976– 1977        | 1977– 1978       | 1978– 1979       | 1979– 1980       | 1980– 1981        | 1981– 1982    |               |               |               |               |               |               |
| ----------------------------------------------------- | ----------------- | ---------------- | ---------------- | ---------------- | ----------------- | ------------- | ------------- | ------------- | ------------- | ------------- | ------------- | ------------- |
| Jogos Olímpicos                                       |                   |                  |                  | Medalha de prata |                   |               |               |               |               |               |               |               |
| Campeonato Mundial                                    | 4.ª               | 4.ª              | Medalha de prata | Medalha de ouro  | 4.ª               |               |               |               |               |               |               |               |
| Campeonato Europeu                                    | Medalha de bronze | Medalha de prata | Medalha de ouro  | Medalha de prata | Medalha de bronze |               |               |               |               |               |               |               |
| Prize of Moscow News                                  | Medalha de ouro   |                  |                  |                  |                   |               |               |               |               |               |               |               |
| Nacional                                              |                   |                  |                  |                  |                   |               |               |               |               |               |               |               |
| Campeonato Soviético                                  | Medalha de bronze | Medalha de ouro  | Medalha de ouro  |                  | Medalha de bronze | 4.ª           |               |               |               |               |               |               |
|                                                       |                   |                  |                  |                  |                   |               |               |               |               |               |               |               |
| Legenda: Competição não foi disputada nesta temporada |                   |                  |                  |                  |                   |               |               |               |               |               |               |               |